# Мамурлук у Вегасу
Мамурлук у Вегасу (енгл. The Hangover) је филмска комедија из 2009. године, редитеља и продуцента Тода Филипса. Сценаристи су Џон Лукас и Скот Мур. Први је филм у истоименом серијалу. Глумачку екипу чине Бредли Купер, Ед Хелмс, Зак Галифанакис, Хедер Грејам, Џастин Барта и Џефри Тамбор. Музику је компоновао Кристоф Бек. Прича прати Фила Веника, Стуа Прајса, Алана Гарнера и Дага Билингса, који путују у Лас Вегас на момачко вече, како би прославили Дагову женидбу. Међутим, Фил, Сту и Алан се ујутру буде и схватају да је Даг нестао и да се не сећају догађаја од прошле ноћи. Они морају да пронађу младожењу пре него што почне венчање.
Лукас и Мур су написали сценарио након што је један пријатељ извршног продуцента Криса Бендера нестао и након што је за њега стигао велики рачун из стриптиз клуба. Након што су њих двојица продали сценарио студију за 2 милиона долара, Филипс и Џереми Гарелик су га изменили, како би он сада укључивао тигра, бебу, полицију, као и боксера Мајка Тајсона. Филм је снимљен за 15 дана у Невади и током снимања, три главна глумца (Купер, Хелмс и Галифанакис) су формирали право пријатељство.
Светска премијера филма је одржана 30. маја 2009. године у Хагу, док је у америчке биоскопе пуштен 5. јуна исте године и остварио је критички и комерцијални успех. Био је десети најуспешнији филм из 2009. године и зарадио је преко 467 милиона долара широм света. Освојио је Златни глобус за најбољи играни филм (мјузикл или комедија) и бројне друге награде. Наставак, Мамурлук у Бангкоку, премијерно је приказан 2011, а трећи део, Мамурлук 3, 2013. године.

## Радња
Гости само што нису стигли. Невеста се спрема. Али кум је изгубио младожењу! Када се три пријатеља окупе да у Лас Вегасу проведу момачко вече у трајању од једног викенда, убеђени су да ће се супер провести. Али тешко је сетити се, будући да им је глава пуна последица провода са девојкама, на журкама и уз обиље алкохола. А онда схвате да су некако изгубили младожењу! Сада морају да се сете шта су све радили током викенда, не би ли пронашли свог пријатеља и довели младожењу на венчање – чак иако то значи да ће морати да се суоче са убиственим мамурлуком!

## Улоге
| Глумац          | Улога       |
| --------------- | ----------- |
| Бредли Купер    | Фил Веник   |
| Ед Хелмс        | Сту Прајс   |
| Зак Галифанакис | Алан Гарнер |
| Хедер Грејам    | Џејд        |
| Џастин Барта    | Даг Билингс |
| Џефри Тамбор    | Сид Гарнер  |